# Brayan De la Torre
Brayan José De la Torre Martínez (Guayaquil, 11 gennaio 1991) è un calciatore ecuadoriano, difensore svincolato.

## Carriera

### Club
Ha esordito nel 2009 con il Barcelona SC.

### Nazionale
Nel 2011 viene convocato nell'Under-20 per prendere parte al campionato mondiale di calcio Under-20.